# Vaccari
O apelido de família ou sobrenome Vaccari é típico da região de Emília Romanha ao norte da Itália, embora também apareça em outras regiões.
As variações se encontram nas formas Vaccaro, Vaccarini, Vaccarone e muitos outros.
O significado do sobrenome Vaccari é de origem rural e designa-se aos proprietários de vaca e seus criadores, os chamados vaqueiros.